# كلود جينينغز
كلود جينينغز (5 يونيو 1884 - 20 يونيو 1950) (بالإنجليزية: Claude Jennings)‏ هو لاعب كريكت أسترالي. شارك مع منتخب أستراليا الوطني للكريكت.

## وصلات خارجية
- كلود جينينغز على موقع إي آس بي آن كريك إنفو (الإنجليزية)